# Cladocarpus salix
Cladocarpus salix is een hydroïdpoliepensoort uit de familie van de Aglaopheniidae. De wetenschappelijke naam van de soort is voor het eerst geldig gepubliceerd in 2011 door Di Camillo, Puce & Bavestrello.